# Saint-Étienne-de-Carlat
Saint-Étienne-de-Carlat är en kommun i departementet Cantal i regionen Auvergne-Rhône-Alpes i mitten av Frankrike. Kommunen ligger  i kantonen Vic-sur-Cère som ligger i arrondissementet Aurillac. År 2022 hade Saint-Étienne-de-Carlat 124 invånare.

## Befolkningsutveckling
Antalet invånare i kommunen Saint-Étienne-de-Carlat
Referens:INSEE